# 左大臣
左大臣為日本律令制最高的常設官職，是太政官的長官，相當於正、從二位。依據養老令的記載，左大臣職務為「統理眾務，舉持綱目，惣判庶事，彈正糾不當者，兼得彈之。」別稱「一上」、「左府」、「左丞相」、「左相國」、「左僕射」、「太傅」。

## 簡介
在日本律令制下，左大臣位階僅次於太政大臣。由於太政大臣並非常設職務，且並無實際執掌，因此左大臣是朝廷中最高的常設職位。

### 名稱
左大臣唐名為「左府」、「左丞相」、「左相國」、「左僕射」、「太傅」，與太政大臣、右大臣合稱「三公」。左大臣又稱「一上」，為「一之上卿 」的略稱，指左大臣位居公卿之首的地位。左大臣和訓為「ひだりのおおいもうちぎみ」或「ひだりのおとど」，「ひだり」指「左」，「おおいもうちぎみ」訓為「大臣」；「おとど」則是對身分高者的敬語。

### 沿革
最初左大臣與右大臣是同一官職，稱為「大臣」，負責輔佐大和王权的大王，飛鳥時代前期(6-7世紀初)蘇我氏長期擔任大臣掌權，直到645年乙巳之變蘇我氏被推翻，之後為了分權將大臣一職拆分為左大臣與右大臣，701年頒布大寶律令後左大臣一職繼續存在，但地位置於太政大臣之下。
初期左大臣與太政大臣相同，是可以缺任的官職。但是自10世紀藤原忠平擔任左大臣之後，左大臣轉變為常設職，空缺的時段較少，成為朝廷太政官的實際領導人。自從藤原良房、藤原基經相繼以太政大臣身份擔任攝政或關白政務，開啟攝關政治以來，攝關成為朝廷實際的最高位階。然而左大臣仍是朝廷名義上最高的常設官職，擔任該職務仍有一定意義，尤其藤原道長以左大臣的身份執掌朝政達20年之久，其子賴通更是擔任左大臣一職近40年，反而兩人擔任太政大臣皆僅有數月。明治維新之後左大臣一職繼續存在，直到1885年设立内閣後廢除該職務。

## 左大臣列表
| 姓名                         | 任命                                      | 辭任 （有*者即同日逝世）                   | 在職時天皇               | 法號、備註                |
| ---------------------------- | ----------------------------------------- | ------------------------------------------ | ------------------------ | ------------------------- |
| 大寶令以前的左大臣           |                                           |                                            |                          |                           |
| 阿倍內麻呂                   | 皇極天皇四年六月十四 （645年7月12日）     | 大化五年三月十七* （649年5月3日）          | 孝德                     | 大鳥大臣                  |
| 巨勢德多                     | 大化五年四月二十 （649年6月5日）          | 齊明天皇四年正月十三* （658年2月20日）     | 孝德、齊明               |                           |
| （蘇我連子）                 | 天智天皇元年一月 （662年1月）             | 天智天皇三年三月* （664年4月）             | 天智（稱制）             | 大臣 藏大臣               |
| 蘇我赤兄                     | 天智天皇十年正月初五 （671年2月19日）     | 天武天皇元年八月二十五* （672年9月22日）   | 天智、弘文               | 藏大臣                    |
| 多治比嶋                     | 文武天皇四年八月二十六 （700年10月12日）  | 大寶元年七月二十一* （701年8月29日）       | 文武                     |                           |
| 在大寶令、養老令基礎的左大臣 |                                           |                                            |                          |                           |
| 石上麻呂                     | 和銅元年三月十三 （708年4月8日）          | 靈龜三年三月初三* （717年4月18日）         | 元明、元正               | 物部大臣                  |
| 長屋王                       | 神龜元年二月初四 （724年3月3日）          | 神龜六年二月十二* （729年3月16日）         | 聖武                     | 佐保左大臣                |
| 藤原武智麻呂                 | 天平九年七月二十五* （737年8月25日）      | 天平九年七月二十五* （737年8月25日）       | 聖武                     |                           |
| 橘諸兄                       | 天平十五年五月初五 （743年6月1日）        | 天平勝寶八歲二月初二 （756年3月7日）       | 聖武、孝謙               | 西院大臣                  |
| 藤原永手                     | 天平神護二年十月二十 （766年11月26日）    | 寶龜二年二月二十二* （771年3月12日）       | 稱德、光仁               | 長岡大臣                  |
| 藤原魚名                     | 天應元年六月二十七 （781年7月22日）       | 天應二年六月十四 （782年7月28日）          | 光仁、桓武               | 川邊大臣                  |
| （藤原田麻呂）               | 延曆二年 （783年）                        | 延曆二年三月十九* （783年4月25日）         | 桓武                     | 蜷淵大臣                  |
| 藤原冬嗣                     | 天長二年四月初五 （825年4月26日）         | 天長三年七月二十四* （826年8月30日）       | 淳和                     | 閑院大臣                  |
| 藤原緒嗣                     | 天長九年十一月初二 （832年11月27日）      | 承和十年正月十八 （843年2月20日）          | 淳和、仁明               | 山本大臣                  |
| 源常                         | 承和十一年七月初二 （844年7月20日）       | 仁壽四年六月十三* （854年7月11日）         | 仁明、文德               | 東三條左大臣              |
| 源信                         | 齊衡四年二月十九 （857年3月18日）         | 貞觀十年閏十二月二十八* （869年2月13日）   | 文德、清和               | 北邊大臣                  |
| 源融                         | 貞觀十四年八月二十五 （872年10月1日）     | 寬平七年八月二十五* （895年9月17日）       | 清和、陽成、光孝、宇多   | 河原左大臣                |
| 藤原良世                     | 寬平八年七月十六 （896年8月28日）         | 寬平八年十二月二十八 （897年2月3日）       | 宇多                     | 致仕大臣                  |
| 藤原時平                     | 昌泰二年二月十四 （899年3月29日）         | 延喜九年四月初四* （909年4月26日）         | 醍醐                     | 本院大臣                  |
| 藤原忠平                     | 延長二年正月二十二 （924年2月29日）       | 承平六年八月十九 （936年9月7日）           | 醍醐、朱雀               | 小一條                    |
| 藤原仲平                     | 承平七年正月二十二 （937年3月6日）        | 天慶八年九月初一 （945年10月9日）          | 朱雀                     | 枇杷大臣                  |
| 藤原實賴                     | 天曆元年四月二十六 （947年5月19日）       | 康保四年十二月十三 （968年1月15日）        | 村上、冷泉               | 小野宮                    |
| 源高明                       | 康保四年十二月十三 （968年1月15日）       | 安和二年三月二十六 （969年4月15日）        | 冷泉                     | 西宮                      |
| 藤原師尹                     | 安和二年三月二十六 （969年4月15日）       | 安和二年十月十五* （969年11月27日）        | 冷泉、圓融               | 小一條                    |
| 藤原在衡                     | 安和三年正月二十七 （970年3月7日）        | 天祿元年十月初十* （970年11月11日）        | 圓融                     | 粟田                      |
| 源兼明                       | 天祿2年十一月初二 （971年11月22日）       | 貞元二年四月二十一 （977年5月11日）        | 圓融                     | 御子左                    |
| 藤原賴忠                     | 貞元二年四月二十四 （977年5月14日）       | 天元元年十月初二 （978年11月5日）          | 圓融                     | 三條                      |
| 源雅信                       | 天元元年十月初二 （978年11月5日）         | 正曆四年七月二十六 （993年8月16日）        | 圓融、花山、一條         | 一條、鷹司                |
| 源重信                       | 正曆五年八月二十八 （994年10月5日）       | 長德元年五月初八* （995年6月8日）          | 一條                     | 六條                      |
| 藤原道長                     | 長德二年七月二十 （996年8月6日）          | 長和五年十二月初七 （1017年1月7日）        | 一條、三條、後一條       | 法成寺、御堂              |
| 藤原顯光                     | 長和六年三月初四 （1017年4月3日）         | 治安元年五月二十五* （1021年7月7日）       | 後一條                   | 堀河                      |
| 藤原賴通                     | 治安元年七月二十五 （1021年9月4日）       | 康平三年七月十七 （1061年8月15日）         | 後一條、後朱雀、後冷泉   | 宇治                      |
| 藤原教通                     | 康平三年七月十七 （1061年8月15日）        | 延久元年八月十三 （1069年9月1日）          | 後冷泉、後三條           | 大二條                    |
| 藤原師實                     | 延久元年八月二十二 （1069年9月10日）      | 永保三年正月十九 （1083年2月8日）          | 後三條、白河             | 京極、後宇治              |
| 源俊房                       | 永保三年正月二十六 （1083年2月15日）      | 保安二年二月二十六 （1121年3月16日）       | 白河、堀河、鳥羽         | 堀川                      |
| 藤原忠通                     | 保安三年十二月十七 （1123年1月16日）      | 大治三年十二月十七 （1129年1月9日）        | 鳥羽、崇德               | 法性寺                    |
| 藤原家忠                     | 天承元年十二月二十二 （1132年1月12日）    | 保延二年五月十二 （1136年6月13日）         | 崇德                     | 花山院                    |
| 源有仁                       | 保延二年十二月初九 （1137年1月2日）       | 久安3年二月初三 （1147年3月6日）           | 崇德、近衛               | 花園                      |
| 藤原賴長                     | 久安五年七月二十八 （1149年9月1日）       | 保元元年七月十四* （1156年8月1日）         | 近衛、後白河             | 宇治                      |
| 德大寺實能                   | 保元元年九月十三 （1156年9月29日）        | 保元二年五月三十 （1157年7月8日）          | 後白河                   | 德大寺                    |
| 藤原伊通                     | 保元二年八月十九 （1157年9月24日）        | 永曆元年八月十一 （1160年9月12日）         | 後白河、二條             | 九條                      |
| 近衛基實                     | 永曆元年八月十一 （1160年9月12日）        | 長寬二年閏十月十七 （1164年12月2日）       | 二條                     | 六條、中殿 近衛家祖       |
| 松殿基房                     | 長寬二年閏十月二十三 （1164年12月8日）    | 仁安元年十一月初四 （1166年11月28日）      | 二條、六條               | 中山、菩提院              |
| 藤原經宗                     | 仁安元年十一月十一 （1166年12月5日）      | 文治五年二月十三 （1189年3月1日）          | 六條、高倉、安德、後鳥羽 | 中御門、大炊御門 阿波大臣 |
| 德大寺實定                   | 文治五年七月初十 （1189年8月23日）        | 建久元年七月十七 （1190年8月19日）         | 後鳥羽                   | 後德大寺                  |
| 三條實房                     | 建久元年七月十七 （1190年8月19日）        | 建久七年三月二十三 （1196年4月23日）       | 後鳥羽                   | 三條                      |
| 花山院兼雅                   | 建久九年十一月十四 （1198年12月13日）     | 正治元年六月二十二 （1199年7月16日）       | 後鳥羽、土御門           | 花山院                    |
| 九條良經                     | 正治元年六月二十二 （1199年7月16日）      | 元久元年十一月十六 （1204年12月8日）       | 土御門                   | 中御門、後京極            |
| 近衛家實                     | 元久元年十二月十四 （1205年1月5日）       | 建永二年正月三十 （1207年2月28日）         | 土御門                   | 猪隈                      |
| 藤原隆忠                     | 建永二年二月初十 （1207年3月10日）        | 建曆元年九月二十二 （1211年10月30日）      | 土御門、順德             | 大覚寺                    |
| 九條良輔                     | 建曆元年十月初四 （1211年11月10日）       | 建保六年十一月十一* （1218年11月30日）     | 順德                     | 八條                      |
| 九條道家                     | 建保六年十二月初二 （1218年12月21日）     | 承久三年十月 （1221年10月]]）              | 順德、仲恭、後堀河       | 光明峰寺、東山            |
| 近衛家通                     | 承久三年閏十月初十 （1221年11月25日）     | 貞應三年八月十一* （1224年9月25日）        | 後堀河                   | 近衛                      |
| 德大寺公繼                   | 元仁元年十二月二十五 （1225年2月4日）     | 嘉祿三年正月二十一 （1227年2月8日）        | 後堀河                   | 野宮                      |
| 九條良平                     | 嘉祿三年四月初九 （1227年5月25日）        | 寬喜三年四月十八 （1231年5月21日）         | 後堀河                   | 醍醐                      |
| 九條教實                     | 寬喜三年四月二十六 （1231年5月29日）      | 文曆二年三月初四 （1235年3月24日）         | 後堀河、四條             | 洞院                      |
| 近衛兼經                     | 嘉禎元年十月初二 （1235年11月13日）       | 嘉禎四年六月十八 （1238年7月30日）         | 四條                     | 岡屋                      |
| 二條良實                     | 嘉禎四年七月二十 （1238年8月31日）        | 寬元二年六月初一 （1244年7月7日）          | 四條、後嵯峨             | 普光園院 二條家祖         |
| 一條實經                     | 寬元二年六月十三 （1244年7月19日）        | 寬元四年十二月十四 （1247年1月22日）       | 後嵯峨、後深草           | 圓明寺 一條家祖           |
| 鷹司兼平                     | 寬元四年十二月二十四 （1247年2月1日）     | 建長四年十一月初三 （1252年12月5日）       | 後深草                   | 照念院 鷹司家祖           |
| 二條道良                     | 建長四年十一月初三 （1252年12月5日）      | 正元元年十一月初八* （1259年12月22日）     | 後深草                   | 九條                      |
| 西園寺公相                   | 正元元年十一月十四 （1259年12月28日）     | 弘長元年二月二十七 （1261年3月29日）       | 後深草、龜山             | 冷泉、今出川              |
| 山階實雄                     | 弘長元年三月二十七 （1261年4月28日）      | 弘長3年三月二十 （1263年4月29日）          | 龜山                     | 山階                      |
| 一條實經 （還任）            | 弘長三年八月十二 （1263年9月15日）        | 文永二年九月十二 （1265年10月22日）        | 龜山                     | 圓明寺                    |
| 近衛基平                     | 文永二年十月初五 （1265年11月14日）       | 文永五年十一月初九 （1268年12月14日）      | 龜山                     | 深心院                    |
| 鷹司基忠                     | 文永五年十二月初二 （1269年1月5日）       | 文永六年三月初一 （1269年4月3日）          | 龜山                     | 圓光院                    |
| 一條家經                     | 文永六年四月二十三 （1269年5月25日）      | 建治元年十月二十一 （1275年11月10日）      | 龜山、後宇多             | 後光明峰寺                |
| 二條師忠                     | 建治元年十二月二十二 （1276年1月9日）     | 正應元年六月二十六 （1288年7月25日）       | 後宇多、伏見             | 香園院                    |
| 九條忠教                     | 正應元年七月十一 （1288年8月9日）         | 正應四年十二月二十一 （1292年1月12日）     | 伏見                     | 淨土寺、報恩院            |
| 鷹司兼忠                     | 正應四年十二月二十五 （1292年1月16日）    | 永仁四年十二月二十五 （1297年1月19日）     | 伏見                     | 猪隈、歓喜園院            |
| 二條兼基                     | 永仁四年十二月二十七 （1297年1月21日）    | 永仁七年四月十四 （1299年5月14日）         | 伏見、後伏見             | 中院、光明照院            |
| 九條師教                     | 正安元年四月二十六 （1299年5月26日）      | 嘉元三年閏十二月十七 （1306年2月1日）      | 後伏見、後二條           | 淨土寺、己心院            |
| 鷹司冬平                     | 嘉元三年閏十二月二十一 （1306年2月5日）   | 延慶2年三月十四 （1309年4月24日）          | 後二條、花園             | 後照念院                  |
| 西園寺公衡                   | 延慶二年三月十九 （1309年4月29日）        | 延慶二年六月十五 （1309年7月22日）         | 花園                     | 竹林院                    |
| 近衛家平                     | 延慶二年十月十五 （1309年11月17日）       | 正和二年十二月二十 （1314年1月6日）        | 花園                     | 岡本                      |
| 二條道平                     | 正和二年十二月二十六 （1314年1月12日）    | 正和五年十月二十一 （1316年11月6日）       | 花園                     | 後光明照院                |
| 近衛經平                     | 正和五年十月二十二 （1316年11月7日）      | 文保二年六月二十四* （1318年7月22日）      | 花園、後醍醐             | 後淨妙寺                  |
| 洞院實泰                     | 文保二年八月二十四 （1318年9月19日）      | 元亨二年八月十一 （1322年9月22日）         | 後醍醐                   | 後山本                    |
| 九條房實                     | 元亨二年八月十一 （1322年9月22日）        | 元亨三年六月十四 （1323年7月17日）         | 後醍醐                   | 後一音院                  |
| 洞院實泰 （還任）            | 元亨三年六月十五 （1323年7月18日）        | 元亨四年四月二十三 （1324年5月16日）       | 後醍醐                   | 後山本                    |
| 鷹司冬教                     | 元亨四年四月二十七 （1324年5月20日）      | 元德三年正月三十 （1331年3月9日）          | 後醍醐                   | 後圓光院                  |
| 近衛基嗣                     | 元德三年二月初一 （1331年3月10日）        | 正慶2年五月十七 （1333年6月29日）          | 後醍醐、光嚴             | 後岡屋                    |
| 二條道平 （還任）            | 元弘三年五月十七 （1333年6月29日）        | 建武二年二月初四* （1335年2月27日）        | 後醍醐                   | 後光明照院                |
| 鷹司冬教 （還任）            | 建武二年二月十六 （1335年3月11日）        | 建武二年十一月十九 （1336年1月2日）        | 後醍醐                   | 後圓光院                  |
| 近衛經忠                     | 建武二年十一月十九 （1336年1月2日）       | 建武四年四月初五 （1337年5月5日）          | 後醍醐、光明             | 後猪熊、堀河              |
| 一條經通                     | 建武四年七月十二 （1337年8月8日）         | 曆應二年十二月二十七 （1340年1月26日）     | 光明                     | 後芬陀利花院              |
| 九條道教                     | 曆應二年十二月二十七 （1340年1月26日）    | 康永元年十一月初一 （1342年11月29日）      | 光明                     | 三緣院                    |
| 洞院公賢                     | 康永二年四月初十 （1343年5月4日）         | 貞和二年六月十一 （1346年6月30日）         | 光明                     | 中園                      |
| 二條良基                     | 貞和三年九月十六 （1347年10月20日）       | 貞和五年九月十三 （1349年10月25日）        | 光明、崇光               | 後福光園院                |
| 九條經教                     | 貞和五年九月十三 （1349年10月25日）       | 延文五年九月三十 （1360年11月9日）         | 崇光、後光嚴             | 後報恩院                  |
| 近衛道嗣                     | 延文五年九月三十 （1360年11月9日）        | 貞治元年十月初四 （1362年10月22日）        | 後光嚴                   | 後深心院                  |
| 鷹司冬通                     | 貞治元年十二月二十七 （1363年1月12日）    | 應安二年十一月初四 （1369年12月3日）       | 後光嚴                   | 一心院                    |
| 二條師良                     | 應安三年三月十六 （1370年4月12日）        | 永和元年十一月十八 （1375年12月11日）      | 後光嚴、後圓融           | 是心院                    |
| 九條忠基                     | 永和元年十一月十八 （1375年12月11日）     | 永和四年八月二十七 （1378年9月19日）       | 後圓融                   | 後己心院                  |
| 二條師嗣                     | 永和四年八月二十七 （1378年9月19日）      | 永德二年正月二十六 （1382年2月9日）        | 後圓融                   | 後香園院                  |
| 足利義滿                     | 永德二年正月二十六 （1382年2月9日）       | 嘉慶二年五月二十六 （1388年6月30日）       | 後圓融、後小松           | 鹿苑院 室町幕府3代將軍    |
| 德大寺實時                   | 嘉慶二年五月二十六 （1388年6月30日）      | 明德三年十二月二十六 （1393年2月7日）      | 後小松                   | 野宮                      |
| 足利義滿 （還任）            | 明德三年十二月二十六 （1393年2月7日）     | 明德四年九月十七 （1393年10月22日）        | 後小松                   | 鹿苑院 室町幕府3代將軍    |
| 一條經嗣                     | 明德五年六月初五 （1394年7月3日）         | 應永二年四月初七 （1395年4月26日）         | 後小松                   | 成恩寺                    |
| 今出川公直                   | 應永二年四月初七 （1395年4月26日）        | 應永二年六月初六 （1395年6月23日）         | 後小松                   | 今出川                    |
| 四辻善成                     | 應永二年七月二十 （1395年8月6日）         | 應永2年八月二十九 （1395年10月12日）       | 後小松                   | 四辻、松岩寺              |
| 洞院公定                     | 應永三年七月二十四 （1396年8月27日）      | 應永五年十二月 （1399年1月]]）             | 後小松                   | 後中園                    |
| 三條實冬                     | 應永六年二月二十二 （1399年3月29日）      | 應永九年八月二十二 （1402年9月19日）       | 後小松                   | 後三條                    |
| 近衛忠嗣                     | 應永九年八月二十二 （1402年9月19日）      | 應永十六年正月十九 （1409年2月4日）        | 後小松                   | 後普賢寺                  |
| 二條滿基                     | 應永十六年三月二十一 （1409年4月6日）     | 應永十七年十二月二十七* （1411年1月21日）  | 後小松                   | 福照院                    |
| 今出川公行                   | 應永十八年四月十一 （1411年5月3日）       | 應永二十五年十二月初二 （1418年12月29日）  | 後小松、稱光             | 後今出河                  |
| 九條滿教                     | 應永二十五年十二月初二 （1418年12月29日） | 應永二十六年九月 （1419年－月）            | 稱光                     | 後三緣院                  |
| 德大寺公俊                   | 應永二十六年十二月初五 （1419年12月21日） | 應永二十七年閏正月十三 （1420年2月26日）   | 稱光                     | 後野宮                    |
| 二條持基                     | 應永二十七年閏正月十三 （1420年2月26日）  | 應永三十二年 （1425年）                    | 稱光                     | 後福照院                  |
| 二條持基 （還任）            | 應永三十四年 （1427年）                   | 正長二年八月初四 （1429年9月2日）          | 稱光、後花園             | 後福照院                  |
| 一條兼良                     | 正長二年八月初四 （1429年9月2日）         | 永享四年八月二十八 （1432年9月22日）       | 後花園                   | 後成恩寺                  |
| 足利義教                     | 永享四年八月二十八 （1432年9月22日）      | 永享十年八月二十八 （1438年9月17日）       | 後花園                   | 普廣院 室町幕府6代將軍    |
| 近衛房嗣                     | 永享十年九月初四 （1438年9月23日）        | 文安三年四月十三 （1446年5月8日）          | 後花園                   | 後知足院                  |
| 鷹司房平                     | 文安三年四月二十九 （1446年5月24日）      | 享德四年三月初四 （1455年3月21日）         | 後花園                   | 後照光院                  |
| 洞院實熙                     | 康正元年八月二十七 （1455年10月8日）      | 康正三年四月十一 （1457年5月4日）          | 後花園                   | 東山                      |
| 一條教房                     | 康正三年六月十七 （1457年7月8日）         | 長祿三年十二月初八 （1460年1月1日）        | 後花園                   | 妙華寺                    |
| 三條實量                     | 長祿三年十二月初八 （1460年1月1日）       | 長祿四年七月二十七 （1460年8月13日）       | 後花園                   | 後三條                    |
| 足利義政                     | 長祿四年八月二十七 （1460年9月12日）      | 應仁元年九月初二 （1467年9月30日）         | 後花園、後土御門         | 慈照院 室町幕府8代將軍    |
| 二條政嗣                     | 應仁二年正月十一 （1468年2月4日）         | 文明7年二月十一 （1475年3月18日）          | 後土御門                 | 如法壽院                  |
| 九條政基                     | 文明七年三月初十 （1475年4月15日）        | 文明八年五月十六 （1476年6月7日）          | 後土御門                 | 慈眼院                    |
| 日野勝光                     | 文明八年五月十六 （1476年6月7日）         | 文明八年六月十四 （1476年7月5日）          | 後土御門                 | 唯稱院                    |
| 鷹司政平                     | 文明八年八月二十八 （1476年9月16日）      | 文明十一年三月二十六 （1479年4月18日）     | 後土御門                 | 專稱院                    |
| 近衛政家                     | 文明十一年四月十九 （1479年5月10日）      | 文明十三年十二月初十 （1481年12月30日）    | 後土御門                 | 後法興院                  |
| 今出川教季                   | 文明十三年十二月二十八 （1482年1月17日）  | 文明十四年十二月 （1482年－月）            | 後土御門                 | 法雲院                    |
| 西園寺實遠                   | 文明十五年正月初一 （1483年2月8日）       | 長享元年八月二十三 （1487年9月10日）       | 後土御門                 | 後竹林院                  |
| 德大寺實淳                   | 長享元年八月二十九 （1487年9月16日）      | 明應二年四月二十六 （1493年5月11日）       | 後土御門                 | 禅光院                    |
| 花山院政長                   | 明應二年四月三十 （1493年5月15日）        | 明應五年十一月十五 （1496年12月19日）      | 後土御門                 | 鳳栖院                    |
| 近衛尚通                     | 明應五年十二月初三 （1497年1月6日）       | 明應六年四月二十六 （1497年5月28日）       | 後土御門                 | 後法成寺                  |
| 今出川公興                   | 明應六年四月二十七 （1497年5月29日）      | 永正二年二月二十三 （1505年3月28日）       | 後土御門、後柏原         | 後法雲院                  |
| 九條尚經                     | 永正三年二月初五 （1506年2月27日）        | 永正十年十月初五 （1513年11月2日）         | 後柏原                   | 後慈眼院                  |
| 鷹司兼輔                     | 永正十二年四月十六 （1515年5月29日）      | 永正十五年四月二十一 （1518年5月30日）     | 後柏原                   | 法音院                    |
| 三條實香                     | 永正十五年五月二十八 （1518年7月5日）     | 永正十八年七月初一 （1521年8月3日）        | 後柏原                   | 後淨土寺                  |
| 二條尹房                     | 永正十八年七月初一 （1521年8月3日）       | 大永三年三月初二 （1523年3月18日）         | 後柏原                   | 後大染金剛院              |
| 德大寺公胤                   | 大永三年三月初九 （1523年3月25日）        | 大永六年九月 （1526年10月）                | 後柏原、後奈良           | 後野宮                    |
| 近衛稙家                     | 享祿元年八月二十 （1528年9月3日）         | 天文四年十二月初十 （1535年1月3日）        | 後奈良                   | 惠雲院                    |
| 西園寺實宣                   | 天文六年十二月二十一 （1538年1月21日）    | 天文九年十一月二十三 （1540年12月21日）    | 後奈良                   | 後觀音寺                  |
| 鷹司忠冬                     | 天文十年正月十二 （1541年2月7日）         | 天文十一年閏三月初二 （1542年4月16日）     | 後奈良                   | 後專稱院                  |
| 一條房通                     | 天文十一年閏三月初三 （1542年4月17日）    | 天文十五年正月二十八 （1546年2月28日）     | 後奈良                   | 唯心院                    |
| 三條公賴                     | 天文十五年正月三十 （1546年3月2日）       | 天文十五年三月二十五 （1546年4月25日）     | 後奈良                   | 後龍翔院                  |
| 今出川公彦                   | 天文十五年三月二十六 （1546年4月26日）    | 天文十六年二月十四 （1547年3月5日）        | 後奈良                   | 上善院                    |
| 二條晴良                     | 天文十六年二月十七 （1547年3月8日）       | 天文二十一年十二月二十八 （1553年1月12日） | 後奈良                   | 淨明珠院                  |
| 一條兼冬                     | 天文二十二年正月二十六 （1553年2月8日）   | 天文二十三年二月初一* （1554年3月4日）     | 後奈良                   | 後圓明寺                  |
| 近衛前嗣                     | 天文二十三年四月十一 （1554年5月12日）    | 弘治三年九月初二 （1557年9月24日）         | 後奈良、正親町           | 東求院                    |
| 西園寺公朝                   | 弘治三年九月初二 （1557年9月24日）        | 天正四年三月初十 （1576年4月8日）          | 正親町                   | 慈光院                    |
| 九條兼孝                     | 天正四年十一月二十一 （1576年12月11日）   | 天正五年十一月二十 （1577年12月29日）      | 正親町                   | 後月輪                    |
| 一條內基                     | 天正五年十一月二十 （1577年12月29日）     | 天正十二年十二月 （1585年1月）             | 正親町                   | 自淨心院                  |
| （二條昭實）                 | 天正十二年十二月 （1585年1月）            | 天正十三年三月初十 （1585年4月9日）        | 正親町                   | 後中院                    |
| 近衛信輔                     | 天正十三年三月初十 （1585年4月9日）       | 天正二十年正月二十八 （1592年3月11日）     | 正親町、後陽成           | 三藐院                    |
| 豐臣秀次                     | 天正二十年正月二十九 （1592年3月12日）    | 文祿四年七月初八 （1595年8月13日）         | 後陽成                   | 瑞泉寺                    |
| 九條兼孝 （還任）            | 慶長五年十二月十九 （1601年1月23日）      | 慶長六年正月二十七 （1601年3月1日）        | 後陽成                   | 後月輪                    |
| 近衛信尹 （還任）            | 慶長六年正月二十八 （1601年3月2日）       | 慶長十年七月二十四 （1605年9月7日）        | 後陽成                   | 三藐院 改名信輔           |
| 鷹司信房                     | 慶長十一年十一月初十 （1606年12月9日）    | 慶長十三年十二月二十六 （1609年1月31日）   | 後陽成                   | 後法音院                  |
| 九條忠榮                     | 慶長十七年三月十三 （1612年4月13日）      | 慶長十九年正月十四 （1614年2月22日）       | 後水尾                   | 惟忖院                    |
| 鷹司信尚                     | 慶長十九年正月十四 （1614年2月22日）      | 元和六年正月十三 （1620年2月16日）         | 後水尾                   | 景皓院                    |
| 近衛信尋                     | 元和六年正月十三 （1620年2月16日）        | 寬永六年九月初二 （1629年10月18日）        | 後水尾                   | 本源自性院                |
| 一條兼遐                     | 寬永六年九月十一 （1629年10月27日）       | 寬永九年十二月二十四 （1633年2月2日）      | 後水尾、明正             | 智德院                    |
| 花山院定熙                   | 寬永九年十二月二十四 （1633年2月2日）     | 寬永九年十二月二十八 （1633年2月6日）      | 明正                     | 霜松院                    |
| 二條康道                     | 寬永九年十二月二十八 （1633年2月6日）     | 寬永十四年十二月二十四 （1637年2月7日）    | 明正                     | 後淨明珠院                |
| 鷹司教平                     | 寬永十七年三月二十一 （1640年5月11日）    | 寬永十八年十二月初一 （1642年1月1日）      | 明正                     | 一致院                    |
| 九條道房                     | 寬永十八年十二月初二 （1642年1月2日）     | 正保四年正月初十 （1647年2月14日）         | 明正、後光明             | 後淨土寺                  |
| 近衛尚嗣                     | 正保四年七月初三 （1647年8月3日）         | 慶安五年八月初三 （1652年9月5日）          | 後光明                   | 妙有真空院                |
| 二條光平                     | 慶安五年九月十五 （1652年10月17日）       | 明曆四年四月二十七 （1658年5月29日）       | 後光明、後西             | 後是心院                  |
| 三條實秀                     | 萬治三年正月十三 （1660年2月23日）        | 萬治四年四月初一 （1661年4月29日）         | 後西                     | 己心院                    |
| 花山院定好                   | 寬文元年五月二十四 （1661年6月20日）      | 寬文三年正月十二 （1663年2月19日）         | 後西                     | 淳貞院                    |
| 鷹司房輔                     | 寬文三年正月十二 （1663年2月19日）        | 寬文七年閏二月十八 （1667年4月11日）       | 後西、靈元               | 後景皓院                  |
| 西園寺實晴                   | 寬文七年四月初八 （1667年5月30日）        | 寬文八年五月二十七 （1668年7月6日）        | 靈元                     | 大忠院                    |
| 德大寺公信                   | 寬文八年九月初一 （1668年10月6日）        | 寬文九年十二月十二 （1670年2月2日）        | 靈元                     | 正桂院                    |
| 大炊御門經孝                 | 寬文十年四月初七 （1670年5月25日）        | 寬文十一年五月初四 （1671年6月10日）       | 靈元                     | 後光福寺                  |
| 九條兼晴                     | 寬文十一年五月初七 （1671年6月13日）      | 延寶五年十一月十二* （1677年12月6日）      | 靈元                     | 後往生院                  |
| 近衛基熙                     | 延寶五年十二月初八 （1678年1月1日）       | 元祿三年十二月二十六 （1691年1月24日）     | 靈元、東山               | 應圓滿院                  |
| 鷹司兼熙                     | 元祿三年十二月二十六 （1691年1月24日）    | 元祿十七年正月初十 （1704年2月14日）       | 東山                     | 心空華院                  |
| 大炊御門經光                 | 元祿十七年正月初十 （1704年2月14日）      | 元祿十七年正月十一 （1704年2月15日）       | 東山                     | 後香隆寺                  |
| 近衛家熙                     | 元祿十七年正月十一 （1704年2月15日）      | 寶永五年正月二十一 （1708年2月12日）       | 東山                     | 予樂院                    |
| 九條輔實                     | 寶永五年正月二十一 （1708年2月12日）      | 正德五年三月十一 （1715年4月14日）         | 東山、中御門             | 後洞院                    |
| 三條實治                     | 正德五年三月十二 （1715年4月15日）        | 正德五年八月十二 （1715年9月9日）          | 中御門                   | 暁心院                    |
| 二條綱平                     | 正德五年八月十二 （1715年9月9日）         | 享保七年五月初三 （1722年6月16日）         | 中御門                   | 敬信院                    |
| 近衛家久                     | 享保七年五月初三 （1722年6月16日）        | 享保十一年九月十五 （1726年10月10日）      | 中御門                   | 如是觀院                  |
| 二條吉忠                     | 享保十一年九月十五 （1726年10月10日）     | 元文二年八月初三 （1737年8月28日）         | 中御門、櫻町             | 安祥院                    |
| 一條兼香                     | 元文二年十一月初七 （1737年11月28日）     | 延享二年二月十三 （1745年3月15日）         | 櫻町                     | 後圓成寺                  |
| 西園寺致季                   | 延享二年二月二十九 （1745年3月31日）      | 延享二年三月二十二 （1745年4月23日）       | 櫻町                     | 圓壽光院                  |
| 一條道香                     | 延享二年三月二十三 （1745年4月24日）      | 寬延元年十二月十二 （1749年1月30日）       | 櫻町、桃園               | 得成寺                    |
| 醍醐冬熙                     | 寬延元年十二月二十七 （1749年2月14日）    | 寬延二年二月初二 （1749年3月20日）         | 桃園                     | 後信性普明寺              |
| 近衛內前                     | 寬延二年二月初八 （1749年3月26日）        | 寶曆九年十一月二十六 （1760年1月13日）     | 桃園                     | 大解脱院                  |
| 九條尚實                     | 寶曆九年十一月二十六 （1760年1月13日）    | 安永七年十二月初十 （1779年1月27日）       | 桃園、後櫻町、後桃園     | 遍照金剛寺                |
| 鷹司輔平                     | 安永七年十二月初十 （1779年1月27日）      | 天明七年五月二十六 （1787年7月11日）       | 後桃園、光格             | 後心空院                  |
| 一條輝良                     | 天明七年五月二十六 （1787年7月11日）      | 寬政三年十一月二十八 （1791年12月23日）    | 光格                     | 後得成寺                  |
| 鷹司政熙                     | 寬政三年十一月二十八 （1791年12月23日）   | 寬政八年四月二十四 （1796年5月30日）       | 光格                     | 文思恭院                  |
| 二條治孝                     | 寬政八年四月二十四 （1796年5月30日）      | 文化十一年四月初二 （1814年5月21日）       | 光格                     | 法壽金剛院                |
| 一條忠良                     | 文化十一年四月初二 （1814年5月21日）      | 文化十二年正月初四 （1815年2月12日）       | 光格                     | 大勝寺                    |
| 近衛基前                     | 文化十二年正月初四 （1815年2月12日）      | 文政三年四月十八 （1820年5月29日）         | 光格、仁孝               | 証常樂院                  |
| 鷹司政通                     | 文政三年六月初一 （1820年7月10日）        | 文政七年正月初五 （1824年2月4日）          | 仁孝                     | 真誠院                    |
| 二條齊信                     | 文政七年正月初五 （1824年2月4日）         | 弘化四年四月二十六* （1847年6月9日）       | 仁孝、孝明               | 成德院                    |
| 九條尚忠                     | 弘化四年六月十五 （1847年7月26日）        | 安政4年正月初四 （1857年1月29日）          | 孝明                     | 後遍照金剛寺              |
| 近衛忠熙                     | 安政四年正月初四 （1857年1月29日）        | 安政六年三月二十八 （1859年4月30日）       | 孝明                     |                           |
| 一條忠香                     | 安政六年三月二十八 （1859年4月30日）      | 文久三年十一月初七 （1863年12月17日）      | 孝明                     |                           |
| 二條齊敬                     | 文久三年十二月二十三 （1864年1月31日）    | 慶應三年九月二十七 （1867年10月24日）      | 孝明、明治               |                           |
| 近衛忠房                     | 慶應三年九月二十七 （1867年10月24日）     | 慶應三年十一月三十 （1867年12月25日）      | 明治                     |                           |
| 九條道孝                     | 慶應三年十一月三十 （1867年12月25日）     | 明治二年六月初五 （1869年7月13日）         | 明治                     |                           |
| 南朝（吉野朝廷）的左大臣     |                                           |                                            |                          |                           |
| 近衛經忠                     | - 延元四年八月（1339年9月）見 -           | - 延元四年八月（1339年9月）見 -            | 後醍醐、後村上           | 《神皇正統記》            |
| 二條師基                     |                                           |                                            | 後村上                   | 《公卿補任》              |
| 洞院公賢                     | 正平六年十一月十三（1351年12月2日）任 -   | 正平六年十一月十三（1351年12月2日）任 -    | 後村上                   | 《園太曆》                |
| 洞院實世                     | - 正平十三年八月十九（1358年9月22日）辭*  | - 正平十三年八月十九（1358年9月22日）辭*   | 後村上                   | 《園太曆》                |
| 近衛經家？                   |                                           |                                            | 後村上                   | 《新葉和歌集》            |
| 二條教賴                     | - 弘和元年十二月（1381年12月）見 -        | - 弘和元年十二月（1381年12月）見 -         | 長慶                     | 《新葉和歌集》            |
| 二條冬實                     |                                           |                                            | 後龜山                   | 《攝家系圖》              |
| 武家官位下的左大臣           |                                           |                                            |                          |                           |
| 德川家光                     | 寬永三年八月十九 （1626年10月9日）        | 慶安四年四月二十* （1651年6月8日）         | 後水尾、明正、後光明     | 江戶幕府3代將軍           |
| 德川家齊                     | 文政五年二月初六 （1822年3月28日）        | 文政十年二月十六 （1827年3月13日）         | 仁孝                     | 江戶幕府11代將軍          |
| 德川家慶                     | 天保八年八月初五 （1837年9月4日）         | 嘉永六年六月二十二* （1853年7月27日）      | 仁孝、孝明               | 江戶幕府12代將軍          |
| 明治時代太政官制下的左大臣   |                                           |                                            |                          |                           |
| 島津久光                     | 1874年（明治七年）4月27日                 | 1875年（明治八年）10月27日                 | 明治                     |                           |
| 熾仁親王                     | 1880年（明治十三年）2月28日               | 1885年（明治十八年）12月22日               | 明治                     |                           |